# 级社
级社（英語：House, Class Societies, SEH, Form Councils, Form Associations，並沒有統一英文名稱翻譯）是部份廣東省、香港或澳門基督教學校的一種傳統或制度，為同一年級畢業同學所組成的同學會、舊生會或校友會組織，並以專屬的社名、社色、旗幟或社徽，社歌、社訓，作為聯繫識別。

## 學校列表

### 大學
香港
- 崇基學院[1]
- 嶺南大學[2][3][4][註 1]

### 中學
廣東省
- 廣州市培英中學
- 廣州市培正中學

香港
- 麗澤中學[5]
- 嶺南中學[6][註 1]
- 嶺南鍾榮光博士紀念中學（已取消[7]）[註 2]
- 香港培正中學[8][9]
- 粉嶺救恩書院[10]
- 浸信會呂明才中學[11]
- 浸信會永隆中學
- 華英中學[12][13]
- 循道中學[14]
- 香港培英中學
- 沙田培英中學
- 香港培道中學[15][16]
- 民生書院[註 3]
- 香港真光中學
- 香港真光書院[17]
- 真光女書院
- 九龍真光中學[18]
- 中華基督教青年會中學[註 4]
- 路德會協同中學[19]
- 宣道會陳朱素華紀念中學[20]
- 嶺英中學（已停辦）
- 石籬天主教中學
- 新生命教育協會平安福音中學[21][註 5]

澳門
- 澳門培道中學
- 澳門培正中學[22]

### 小學
香港
- 香港培正小學[23]
- 浸信會呂明才小學（已取消）[註 6]

## 註解
1. 1 2  嶺南大學及中學均共用同一套級社制度，以該等學生預期大學畢業年份作劃分。級社於嶺南中學每屆中一入學時建立。
2. ↑  此校在取消級社前，已按照入學年份建立六個級社，分別為嶺、南、紅、灰、康、樂六社；自1984年起入學學生，則不再成立級社。
3. ↑  自1998/99年度起成立的級社，均以英文單詞命名。
4. ↑  級社名稱採用循環制，按照畢業年份劃分，由1963年起編配，每28年重複一次。
5. ↑  級社名稱按照入學年份劃分，除首屆級社名為「真善」社外，以後成立的級社只能以單字命名。
6. ↑  此校在取消級社前，自1973年起按畢業年份建立11個級社，分別為培、仁、牧、愛、信、光、望、善、輝、毅、競十一社[24]；自1982年第二次遷校後，除選擇遷入新校舍的52名升小六學生劃為競社外，往後不再成立級社。